# Castillo de Abenromá
El castillo de Abenromá era una fortaleza de origen musulmán. Hoy desaparecida, se hallaba en lo más alto del núcleo urbano de las Cuevas de Vinromá. Sólo se aprecian algunos vestigios como parte de sus murallas y torreones, integrados en las estructuras de las casas actuales.

## Historia
Conquistado por Jaime I en el año 1233, fue donado por el tratado de Montalbán en el año 1235 a Blasco de Alagón. Posteriormente fue confiscado y cedido en 1293 a la Orden de Calatrava. Jaime II confiscó de nuevo los bienes a la Casa de Alagón y los donó a la Orden del Temple a cambio de Tortosa. Una vez extinguida la Orden, pasa a la de Montesa en el año 1319.